# Jelle Bataille
Jelle Bataille (ur. 20 maja 1999) – belgijski piłkarz grający na pozycji prawego obrońcy. Od 2021 jest zawodnikiem klubu Royal Antwerp FC.

## Kariera klubowa
Swoją karierę piłkarską Bataille  rozpoczynał w juniorach KV Oostende (2006-2011), a następnie trenował w Club Brugge (2011-2013). W 2013 roku wrócił do Oostende i w 2017 roku awansował do pierwszej drużyny tego klubu. 2 kwietnia 2018 zadebiutował w jego barwach w pierwszej lidze belgijskiej w zremisowanym 3:3 wyjazdowym meczu z Royalem Antwerp FC. W Oostende spędził cztery sezony.
1 lipca 2021 Bataille przeszedł za 2 miliony euro do Royalu Antwerp FC. Swój debiut w klubie z Antwerpii zanotował 25 lipca 2021 w przegranym 2:3 wyjazdowym meczu z KV Mechelen.
| Sezon   | Klub        | Kraj   | Rozgrywki       | Mecze | Gole |
| ------- | ----------- | ------ | --------------- | ----- | ---- |
| 2017/18 | KV Oostende | Belgia | Eerste klasse A | 7     | 0    |
| 2018/19 | KV Oostende | Belgia | Eerste klasse A | 18    | 0    |
| 2019/20 | KV Oostende | Belgia | Eerste klasse A | 24    | 2    |
| 2020/21 | KV Oostende | Belgia | Eerste klasse A | 37    | 1    |

## Kariera reprezentacyjna
Bataille grał w młodzieżowych reprezentacjach Belgii na szczeblach U-18, U-19 i U-21.